# Wim Verreycken
Willem Marcel (Wim) Verreycken (Antwerpen, 3 januari 1943) is een voormalig Belgisch politicus voor Volksunie, VNP en Vlaams Blok / Vlaams Belang.

## Levensloop
Wim Verreycken werd geboren in Antwerpen in een gezin dat getroffen werd door de Repressie na de Tweede Wereldoorlog. Hij doorliep het lager secundair onderwijs tot zijn veertiende en stopte toen met school om te gaan werken als verkoper in een verfwinkel. Vanaf 1963 was hij actief als zelfstandig fotograaf en vanaf 1968 werkte hij als vertegenwoordiger. Ten slotte werd hij in 1987 verkoopsleider.
In 1962 sloot hij zich aan bij het Vlaams Nationaal Jeugdverbond in Wilrijk en later in Antwerpen, waar hij de ter ziele gegane muziekkapel opnieuw oprichtte en tot 1989 de rang van 'ambtsleider cultuur' bekleedde. Verreycken was ook betrokken bij het Algemeen Nederlands Zangverbond. Van 1959 tot 1971 militeerde hij tevens voor het VMO (tot aan de ontbinding door stichter Bob Maes in 1971), waar hij actief was in de Antwerpse VMO-raad en het trompetterskorps leidde. Vanaf 1968 was hij ook betrokken bij een werkgroep rond amnestie en in 1970 sloot hij zich tevens aan bij het Taal Aktie Komitee (TAK). Hij werd lid van de TAK-raad en maakte een aantal propagandafilms over de vereniging. In 1976 kreeg Verreycken de leiding over de Vlaams-Republikeinse Beweging (VRB) die uit het TAK ontstond. 
In 1963 maakte Verreycken deel uit van een groep die in Oostende tientallen gevels en uithangborden beschadigde. De rechtbank veroordeelde hem hiervoor en bestrafte het vandalisme met een boete. Ook zou hij dat jaar met twee anderen betrokken zijn geweest bij een bomaanslag op de Congreskolom in Brussel. In eerste aanleg werd Verreycken hiervoor veroordeeld, maar in beroep werd hij vrijgesproken omdat de feiten waren verjaard. 
Verreycken was eerst actief binnen de Volksunie, tot hij omwille van het Egmontpact in 1977 de partij verliet. Vanuit het VRB steunde hij dat jaar de oprichting van de Vlaams Nationale Partij (VNP) van Karel Dillen, die in een kartel met de Vlaamse Volkspartij (VVP) van Lode Claes en Roeland Raes deelnam aan de verkiezingen van 1978 onder de naam Vlaams Blok. Hij werd er verantwoordelijke voor de Nationalistische Omroepstichting. Later trad hij toe tot de partijraad en werd hij diensthoofd informatica en bestuurslid van de Antwerpse afdeling.
Voor het Vlaams Blok zetelde Verreycken van 1982 tot 1987 en opnieuw van 1989 tot 1995 in de districtsraad van Borgerhout. Daarna ruilde hij de Borgerhoutse districtsraad voor de Antwerpse gemeenteraad om zes jaar later, in 2001, de omgekeerde beweging te maken en weer in de districtsraad te gaan zetelen. Hij bleef districtsraadslid tot in 2004 en vestigde zich toen - na zijn huwelijk met Sonja De Kinder - in Sint-Niklaas, alwaar hij verkozen werd bij de verkiezingen van 2006 in de gemeenteraad. Deze verliet hij in 2008.
Van december 1987 tot juni 1989 was Verreycken provincieraadslid van Antwerpen. In de provincieraad was hij fractievoorzitter voor zijn partij. In juni 1989 werd hij in opvolging van de in het Europees Parlement verkozen Karel Dillen rechtstreeks gekozen senator voor het arrondissement Antwerpen. Hij bleef dit tot in mei 1995 en werd daarna tot in juni 2007 rechtstreeks gekozen senator voor het Nederlandstalig kiescollege. In de Senaat was Verreycken van 1991 tot 2003 fractievoorzitter voor zijn partij en zetelde hij van 1995 tot 1999 in de commissie Financiën en Economische Aangelegenheden. Daarna was hij van 1999 tot 2003 ondervoorzitter en van 2003 tot 2004 vast lid van de commissie Binnenlandse Zaken en maakte hij van 2003 tot 2007 deel uit van de commissie Sociale Aangelegenheden. Als VB-mandataris legde Verreycken zich vooral toe op Vlaams-nationalistische thema's en ijverde hij tevens voor een strengere reglementering rond ethische vraagstukken.
In de periode oktober 1989-mei 1995 had hij als gevolg van het toen bestaande dubbelmandaat ook zitting in de Vlaamse Raad. De Vlaamse Raad was vanaf 21 oktober 1980 de opvolger van de Cultuurraad voor de Nederlandse Cultuurgemeenschap, die op 7 december 1971 werd geïnstalleerd, en was de voorloper van het huidige Vlaams Parlement. In de Vlaamse Raad zetelde Verreycken van 1992 tot 1995 in de commissie Financiën en Begroting en van 1993 tot 1995 in de commissie Openbare Werken en Vervoer.
Hij liet zich in 2005 opmerken op een herdenking van oostfronters in Stekene. In mei 2001 was Verreycken reeds gesignaleerd op de bijeenkomst van het Sint-Maartensfonds in het Alpheusdal te Berchem, dezelfde die Johan Sauwens zijn ministerspost kostte.. In Sint-Niklaas stortte hij zich intussen op de (allochtone) herrieschoppers van recreatiedomein De Ster en de zaak-Wouter Van Bellingen, waarbij enkele koppels zouden hebben geweigerd om door de zwarte schepen in de echt te worden verbonden. Naast de politiek houdt Verreycken zich met Triskel (zie ook triskelion) en de Ragnareeks ook bezig met wicca en het Germaanse heidendom.

## Persoonlijk
Verreycken kreeg drie kinderen, een dochter Heidi (°1969 +1969), een dochter Ragna (°1974 +2004) en een zoon, Rob Verreycken (°1970).